# An American Romance
An American Romance ist ein US-amerikanisches Filmdrama von King Vidor aus dem Jahr 1944.

## Handlung
Im Jahr 1898 lässt ein freundlicher Beamter den osteuropäischen Einwanderer Stefan Dangosbiblichek auf Ellis Island passieren, obgleich er die zur Einwanderung in die USA erforderlichen 25 Dollar nicht aufbringen kann. Stefan wandert nach Minnesota, wo sein schon vor einigen Jahren ausgewanderter Cousin Anton lebt. Er nimmt den Namen Steve Dangos an und arbeitet wie Anton und die meisten Männer der Gegend in der riesigen Eisenerzmine Mesabi Range. Steve lernt die Schullehrerin Anna O’Rourke kennen. Sie erteilt dem Analphabeten auf seine Bitte Unterricht und die beiden verlieben sich ineinander. Steve bildet sich mit Büchern über Eisen, Stahl und Industrieproduktionen fort und entwickelt Ambitionen. Er heiratet schließlich Anna und zieht mit ihr nach Chicago. Hier nimmt er eine anstrengende, manchmal lebensgefährliche Tätigkeit in den Stahlwerken an. Steve steigt zum Vorarbeiter auf und kann seine wachsende Familie gut ernähren. Seine vier Söhne benennt er nach George Washington, Thomas Jefferson, Abraham Lincoln und Theodore Roosevelt.
Die Kinder von Steve und Anna werden erwachsen: Im Jahr 1917 hält der älteste Sohn George als Bester seines Highschool-Abschlussjahrgangs eine patriotische Rede, die älteste Tochter Tina heiratet ihren Freund. Wenig später meldet  sich George freiwillig zum Dienst im Ersten Weltkrieg und lässt sich von seinem Vater versprechen, dass dieser den lange vor sich hergeschobenen Einbürgerungstest macht. Am Tag des Einbürgerungstests erfährt Steve von dem Tod Georges und besteht trotz seiner Trauer den Test. Steve befreundet sich mit Georges Lehrer Howard Clinton, als dieser einige von George geschriebene Gedichte vorbeibringt. Steve und Howard machen eine Fahrt mit dem neuen Automobil der Familie Dangos. Das von Steve frisierte Auto ist so schnell, dass beide kurzzeitig wegen ihrer schnellen Fahrweise inhaftiert werden. 
In der folgenden Zeit schrauben Steve und Howard an weiteren Autos herum, nehmen an Autorennen teil und investieren schließlich ihr gesamtes Vermögen in ihre eigene Autofirma namens Danton. Sie bauen schnellere und zugleich sicherere Autos. Trotz Problemen durch innovationsscheue Konkurrenten können Howard und Steve ihre Produkte erfolgreich platzieren und ihr kleines Unternehmen expandieren. Steves Sohn Teddy steigt nach dem Studium ins Unternehmen ein und beginnt „von der Pike auf“ als normaler Arbeiter. Das Verhältnis zwischen Vater und Sohn verschlechtert sich allerdings, als Teddy die Forderung der Arbeiter nach der Gründung eines Betriebsrates unterstützt. Steve meint, er behandele seine Arbeiter sowieso gut genug, und ignoriert sturköpfig auch die Beschwichtigungen der weiteren Vorstandsmitglieder wie Anton und Howard. Schließlich isoliert sich Steve mit seiner Position und zieht sich verbittert aus dem Unternehmen zurück.
Anna schlägt Steve vor, in den Ruhestand zu gehen. Nach vier Jahrzehnten hat das Ehepaar endlich mehr Zeit für sich und lebt auf einer Ranch in Kalifornien, doch Steve beginnt sich zu langweilen. Eines Tages, kurz nach dem Angriff auf Pearl Harbor, wird Steve von seinem Sohn und seinen alten Weggefährten gebeten, wieder in die Firma einzusteigen. Die Firma soll für die amerikanische Armee im Zweiten Weltkrieg Flugzeuge anfertigen und steht vor neuen Herausforderungen. Steve versöhnt sich mit seinem Sohn, Howard und Anton; stolz fertigen sie Tausende Flugzeuge für den Kriegseinsatz.

## Produktionshintergrund
Die Produktionszeit des Technicolor-Farbfilmes An American Romance betrug rund 15 Monate und die Kosten lagen am Ende bei über drei Millionen US-Dollar, was damals eine außergewöhnliche Summe für einen Film war. King Vidor arbeitete mehrere Jahre an seinem Herzensprojekt und wollte den Film ursprünglich mit Spencer Tracy als Steve, Ingrid Bergman in der Rolle der Anna und Joseph Cotten als Howard besetzen. Tracy hatte allerdings anderweitige Verpflichtungen, auch die Besetzungen Bergmans und Cottens kamen nicht zu Stande. Viele der männlichen Filmstars waren während dieser Zeit im Kriegsdienst und nicht verfügbar. So musste sich Vidor am Ende mit einer, gemessen an den Produktionskosten, relativ unbekannten Besetzung begnügen: Brian Donlevy und Ann Richards spielten ansonsten meist nur in B-Movies Hauptrollen.
Vidor empörte, dass Metro-Goldwyn-Mayer den Film ohne jegliche Absprache um 20 Minuten auf rund zwei Stunden kürzte. Betroffen hiervon waren weniger die semidokumentarischen Aufnahmen aus der amerikanischen Industrie, sondern einige Szenen, die zwischen den Figuren spielen und diese charakterisierten – ein paar Filmkritiken merkten später an, dass ein Teil der Figuren relativ leblos wirken würde. Vidor war von dem Eingriff Metro-Goldwyn-Mayers in sein Wunschprojekt so enttäuscht, dass er das Filmstudio nach fast 20 Jahren verließ.

## Kritiken
Bosley Crowther gab dem Film in der New York Times vom 24. November 1944 eine überwiegend negative Besprechung. Es sei ein „großer bunter Farbfilm mit einer Aneinanderreihung lebhafter amerikanischer Szenerien“ und biete einige interessante Aufnahmen aus der Industrie. Die Handlung an sich sei aber „banal und zäh“ wie eine „riesige Plattitüde“. Die Hauptfigur des Steve Dangos wirke nicht wie ein „Mann aus Fleisch und Blut“, sondern bleibe oberflächlich und erscheine wie aus einem Roman von Horatio Alger entnommen. Die Figur seiner Ehefrau wirke ebenfalls „strikt konventionell“, die Nebenfiguren wie „aus dem Lager bestellt“.